# 펨바 남부주

펨바 남부주의 위치

펨바 남부주(영어: South Pemba, 스와힐리어: Kusini Pemba)는 탄자니아 동부 인도양에 있는 펨바섬 남부에 위치한 주로, 주도는 므코아니이며 인구는 176,753명(2002년 기준)이다. 북쪽으로는 펨바 북부주와 인접해 있으며 펨바 해협을 경계로 탕가주와 인접해 있다.